# 村崎憲雄
村崎 憲雄（むらさき のりお、1923年（大正12年）7月20日 - 2014年（平成26年）1月27日）は、日本の物理学者。警察庁科学警察研究所顧問も務めた。

## 略歴
- 1923年（大正12年）大阪府に生まれる。
- 1948年（昭和23年）、東京工業大学電気工学科を卒業する。
- 1962年（昭和37年）、工学博士の学位を得る。
- 1976年（昭和51年）10月、静電気学会副会長に選任される[2]。
- 千葉大学教授、東京農工大学名誉教授に就任。
- 2014年（平成26年）1月27日、肺炎のため死去。90歳没[3]。

## 研究
電磁気学を専門とし、洋学書の邦訳を手掛けた。また、静電気に関する研究を多く行い、測定法や放電エネルギーの災害予測への利用を論じた。科学警察研究所としては道路上の事故の発生要因の研究、ドライブレコーダーの研究も行っている。

## 訳書
- 『マグロウヒル大学演習 ディジタル回路 (マグロウヒル大学演習)』（オーム社、2001年）
- 『マグロウヒル大学演習 システム制御〈2〉 (マグロウヒル大学演習)』（オーム社、1998年）
- 『マグロウヒル大学演習 システム制御〈1〉 (マグロウヒル大学演習)』（オーム社、1998年）
- 『信号処理〈2〉 (マグロウヒル大学演習)』（Hwei P.Hsu・飽本一裕・間多均、オーム社、1998年）
- 『信号処理〈1〉 (マグロウヒル大学演習)』（Hwei P.Hsu・飽本一裕・間多均、オーム社、1998年）
- 『電磁気学 (マグロウヒル大学演習)』（Joseph A. Edminister・小黒剛成・飽本一裕、オーム社、1996年）